# أنجيلا ليفا
أنجيلا ليفا (بالإسبانية: Ángela Leyva) (22 نوفمبر 1996 في بيرو - ) هي لاعبة كرة طائرة بيروفية في مركز ضارب خارجي ‏. لعبت مع Osasco Voleibol Clube ‏.